# Amastris guttata
Amastris guttata är en insektsart som beskrevs av Fonseca. Amastris guttata ingår i släktet Amastris och familjen hornstritar. Inga underarter finns listade i Catalogue of Life.